# Clynotoides dorae
Clynotoides dorae är en spindelart som beskrevs av Cândido Firmino de Mello-Leitão 1944. 
Clynotoides dorae ingår i släktet Clynotoides och familjen hoppspindlar. Inga underarter finns listade i Catalogue of Life.